# Національний музей сучасного мистецтва (Сеул)
Національний музей сучасного мистецтва в Сеулі — національний музей у Південній Кореї, відкритий 13 листопада 2013 року. Є однією з трьох філій Національного музею сучасного мистецтва Кореї, який був заснований в 1969 році, і окрім Сеула має філії в Квачхоні й Токсугуні, четверта філія в Чхонджу планується до відкриття в 2019 році.

## Передумови відкриття
У 1986 році в передмісті Сеула місті Квачхоні було відкрито музей сучасного мистецтва Кореї. Проте його відносна віддаленість від міста утрудняла до нього доступ широких мас. Основним контингентом відвідувачів музею стали школярі, яких привозили туди на екскурсії на автобусах, а так само одиничні поціновувачі мистецтва. У той же час унаслідок знаходження у безпосередній близькості від музею Сеулського іподрому і Великого сеульського парку у весняний і літній час через великі дорожні затори добратися до музею було украй складно. Так само негативну роль на якість експозицій музею в Квачхоні робив той факт, що музей розташовувався на території старовинного палацу, що значно обмежувало простір.
У 2008 році, після того, як стала вільна будівля займана Командуванням оборони і безпеки Кореї у центрі Сеула, діячі культури і мистецтва звернулися до уряду з проханням про обладнання там музею.
У 2009 році президент Південної Кореї Лі Мьон Бак оголосив, що на місці колишньої штаб-квартири командування буде побудований новий музей образотворчого мистецтва.

## Будівництво

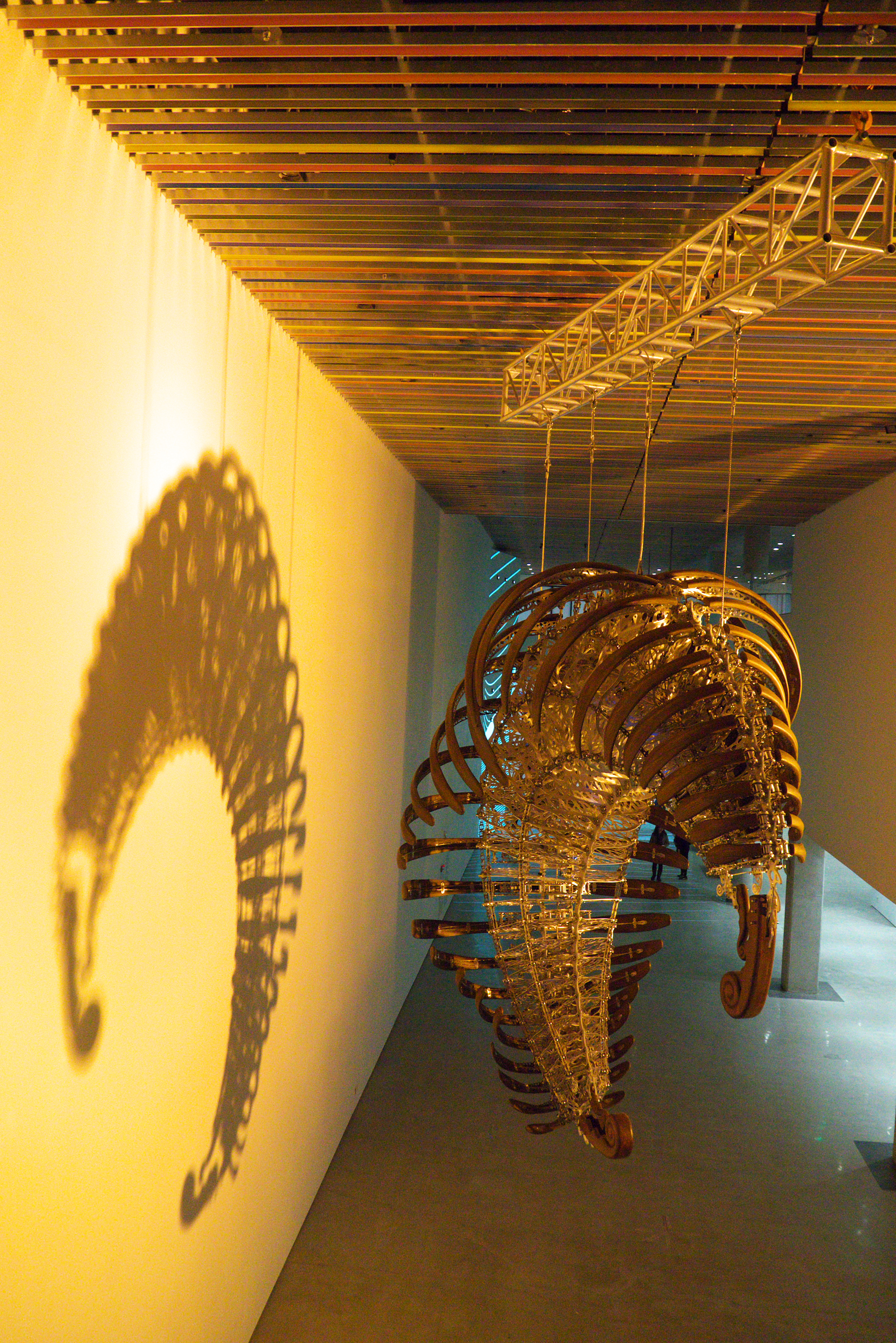
Інсталяція Opertus Lunula Umbra (Недоступна тінь Місяця) художника U-ram Choe з експозиції відкриття музею, 2013

У серпні 2010 року було обрано архітектора будівництва. Ним став Мін Хенчжун. Місцем розташування музею було вибрано ділянку в центрі Сеула, де в різні історичні періоди містилися: Чончхінбу — відомство, що займалося справами королівської сім'ї, пізніше на цьому місці була штаб-квартира Командування оборони і безпеки Кореї, таким чином ця місцевість упродовж довгого часу була «закритою» і з відкриттям музею стала доступна звичайній людині.
Впродовж 2010 і 2011 років будівництво кілька разів відкладалося, спочатку у зв'язку з виявленням на будівельному майданчику фундаментів будівель Чончхінбу, після чого було вирішено перенести дерев'яні будови Чончхінбу на колишнє місце і відновити, надавши їм первісного вигляду. Після цього на будівництві сталася пожежа.
Кінець кінцем із 110 запропонованих архітектурних планів вибір був зроблений на проекті з комплексом будівель, що нагадують своєю структурою архіпелаг, коли декілька будов об'єднані в групу, подібно до островів в океані, з перетином їх усіх в єдине ціле на першому підземному поверсі. При планування брався в розрахунок той факт що по сусідству з музеєм розташовується палацовий комплекс Кенбоккун, що є пам'ятником корейської архітектури. З метою збереження його історичної цінності владою Сеула заборонено зводити в його околиці будівлі вище 12 м. У результаті музей розміщується на шести поверхах, три з яких знаходяться над землею і три під землею. Загальна площа будови 52 125 м².

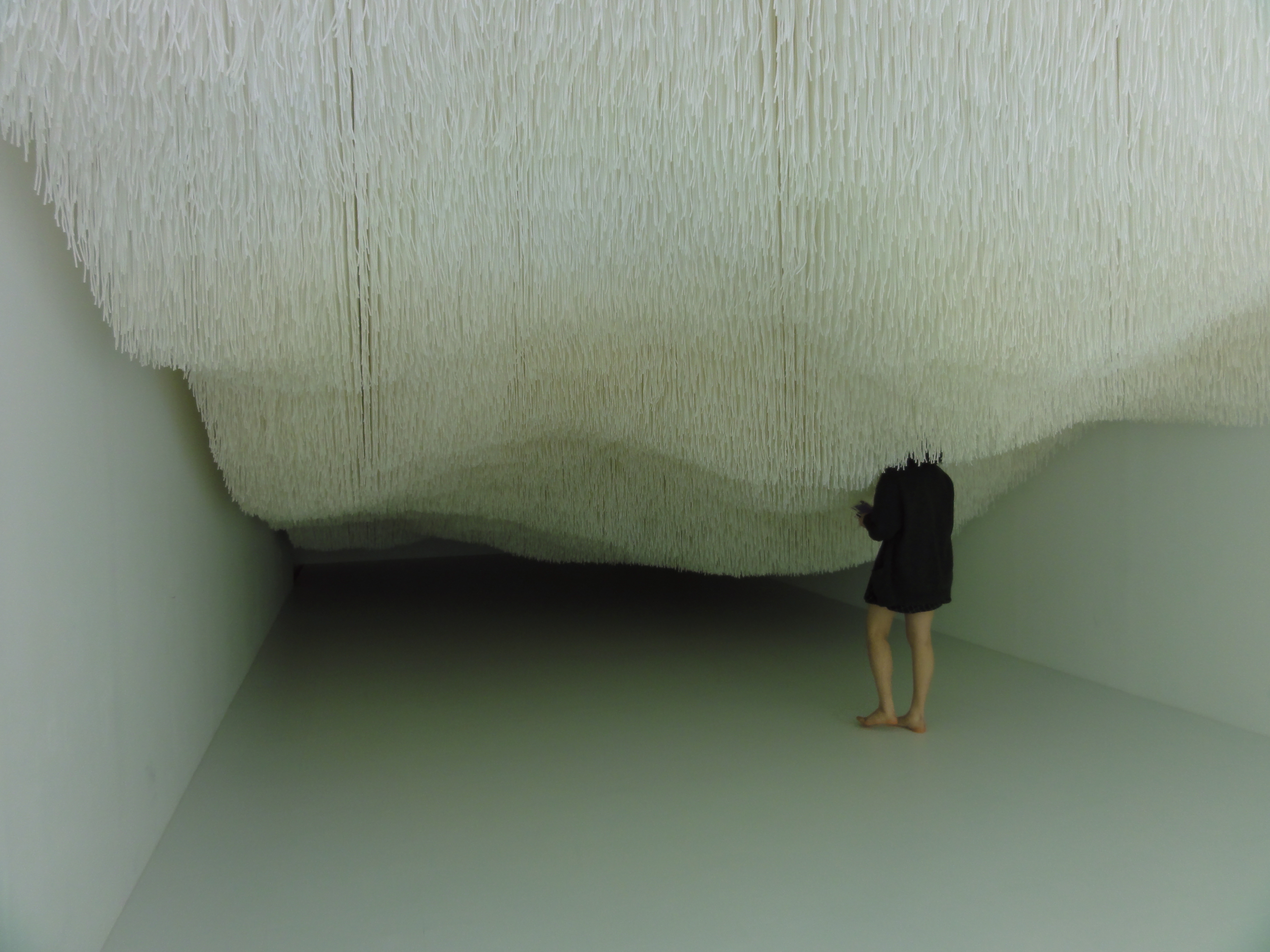
Одна з інсталяцій музею у рамках виставки GRAV (Groupe de Recherche d'Art Visuel), 2015

Центральною частиною музею є 8 великих виставкових залів, оточених кінозалом, конгрес холом, цифровим архівом, залом для семінарів а також ресторанами і кафе. Згідно із планом будівництва 1/3 корисної площі музею віддано під потреби місцевої префектури, згідно вибраної концепції «відкритого музею».
При відкритті директором музею Чон Хенмин так описав розподіл обов'язків між трьома відділеннями Національного музею сучасного мистецтва Кореї:
|  | Сеульський Національний музей сучасного мистецтва, широко представляючи корейське мистецтво, змінюватиме положення Кореї як центру сучасного мистецтва Азії, тоді як Національний музей сучасного мистецтва в Квачхоні спрямує сили на вивчення історії сучасного мистецтва, а відділення на території палацу Токсугун сконцентрує зусилля на дослідженні мистецтва нового часу. |

## Експозиція і виставки
В експозиції представлено понад 7 000 витворів сучасного мистецтва, більшість яких за авторством корейських художників, серед яких можна виділити: Пак Сугина, До Хідона і Кім Хвангі. У той же час у музеї зібрано значну колекцію робіт загальновизнаних майстрів зі всього світу, серед інших можна виділити роботи: Йозефа Бойса, Енді Уорхола, Георга Базеліца, Йорга Іммендорфа, Маркуса Люперца, Нікі де Сен-Фалль, Мікеланжело Пістолетто, Джонатана Боровскі і інших.
Серед виставок, що виділяються, можна відмітити: приурочену до відкриття виставку «З'єднання-Розгортання», в організації якої взяли участь як корейські так і провідні світові куратори виставок сучасного мистецтва, у рамках виставки були представлені роботи 7 художників, відібраних у результаті обговорень кураторами з 7 країн. У 2014 році в музеї відбулася виставка організована Нью-йоркським музеєм сучасного мистецтва.

## Ресурси Інтернету
- Офіційний сайт (кор.) (яп.) (кит.) (англ.)